# Reveille (Band)
Reveille war eine US-amerikanische Crossover-Band aus Harvard, Massachusetts, die von 1998 bis 2003 Bestand hatte.

## Geschichte
Die Band wurde im Jahr 1998 gegründet und bestand aus dem Sänger Drew Simollardes, den Gitarristen Steve Miloszewski und Greg Sullivan, dem Bassisten Carl Randolph und dem Schlagzeuger Justin Wilson. Smollardes und Miloszewski waren zuvor bereits zusammen bei einer anderen Band tätig. Es folgten die ersten Proben im Keller von Wilsons Eltern, woraus ein erstes Demo entstand, das sechs Lieder umfasste. Nach einem Auftritt im CBGB, wurde Elektra Records auf die Band aufmerksam und nahm diese unter Vertrag. Bei dem Label erschien das Debütalbum Laced im Jahr 1999. den Tonträger nahm die Gruppe unter der Leitung von Steve Thompson in North Brookfield auf. Auf dem Album war B-Real von Cypress Hill als Gastmusiker zu hören. Im selben Jahr nahm die Gruppe auch am Woodstock III und an der Vans Warped Tour teil. Im Jahr 2000 nahm die Band am Ozzfest teil und trat zudem zusammen mit Static-X und Pitchshifter, Machine Head, Primer 55, Godsmack und Powerman 5000 auf. Ihr zweites Album erschien im September 2001 unter dem Namen Bleed the Sky und wurde von Howard Benson produziert. Außerdem erschien als Single das Lied What You Got. Im Lied Plastic war zudem Stephen Richards von Taproot zu hören. Im Januar 2002 verließ der Gitarrist Greg Sullivan die Besetzung und wurde durch Chris Turner ersetzt. Im Sommer hielt die Band eine US-Tour zusammen mit Sevendust, Filter, Gravity Kills, Audiovent, Nonpoint und Mushroomhead ab. Während der Tour erkrankte Miloszewski jedoch am Pfeiffer-Drüsenfieber, weshalb die Band an den verbleibenden Konzerten nicht mehr teilnehmen konnte. Für den Sommer 2003 waren die Aufnahmen des dritten Albums erneut mit dem Produzenten Howard Benson geplant. Jedoch kam es vorher 2003 zur Auflösung der Band.
Im Jahr 2008 fand sich die Band für ein Konzert im Worcester, Massachusetts, am 26. Dezember 2008 wieder zusammen.

## Stil
Laut Christian Graf in seinem Buch Nu Metal und Crossover Lexikon ist die Band stark durch Gruppen wie Tool, Black Sabbath, Public Enemy und House of Pain beeinflusst worden. Die Single What You Got sei harter Rap Metal. scaruffi.com bezeichnete die Musik der Band als nicht originelle Kopie von Rage Against the Machine. Laut Tom Demalon von Allmusic in seiner Rezension zu Laced ist die Band stark durch Gruppen wie Tool, Nirvana und Rage Against the Machine beeinflusst worden. In den Liedern werde gelegentlich gerappt. Die Songs wären wütend wie die Werke von Rage Against the Machine, jedoch weniger originell. Tom Semioli von Allmusic spiele die Band auf Bleed the Sky Rap Metal und Rapcore mit einer bösen Attitüde. Die aggressiven Texte würden auch Eminem alt aussehen lassen. Ansonsten seien die Lieder stark auf die E-Gitarren fixiert.

## Diskografie
- 1998: Reveille (EP, Eigenveröffentlichung)
- 1999: Laced (Album, Elektra Records)
- 2000: Flash and Blood (Single, Elektra Records)
- 2001: Bleed the Sky (Album, Elektra Records)
- 2002: Inside Out (Can You Feel Me Now) (Single, Elektra Records)